# 湯姆·弗萊屈
湯姆·弗萊屈（英語：Tom Fletcher，1985年7月17日—），在英國流行搖滾樂團McFLY裡擔任主唱和吉他手，其餘成員還有丹尼·瓊斯（Danny Jones）、道基·波伊特（Dougie Poynter）和哈利·裘德（Harry Judd）。
在1985年7月17日出生於英格蘭倫敦哈洛的一個普通的工薪階層家庭。父親曾為柯達工作，母親則是一位特殊教育教師，有一個小七歲的妹妹凱莉·弗萊屈（Carrie Fletcher）。全家人都非常鼓勵他做音樂。

## McFly
弗萊屈和丹尼瓊斯在McFLY裡共同擔任吉他手，兩人也一起負責主唱；而道基波伊特擔任貝斯手和合音員，哈利裘德則是鼓手。湯姆因為沒被選進英國樂團——霸子，另外創造了McFLY。他和丹尼、道基、哈利寫了McFLY裡大部分的歌詞，而湯姆的好友，前霸子樂團成員詹姆斯·波尼（James Bourne），也會在重大場合裡幫他們寫歌。

## 作詞作曲
弗萊屈已經寫了九首單曲，《Crashed The Wedding》、《Who's David》是為霸子寫的，其餘歌曲分別是《Five Colours in Her Hair》（詹姆斯、丹尼、湯姆共同編寫）、《Obviously》（詹姆斯、丹尼、湯姆共同編寫）、《All About You/You've Got a Friend》（湯姆編寫）、《I'll Be OK》〔丹尼、湯姆、道基共同編寫〕、《Please, Please》（湯姆、丹尼、哈利、道基共同編寫）以及《Star Girl》，這些歌都是為他的樂團McFLY所寫的。他也替霸子的第二張專輯《A Present for Everyone》寫了八首歌，另外McFLY的第一張專輯《Room on the 3rd Floor》，（中譯三樓飛行屋，但依照英式用法，應該是四樓才對）也幾乎都是湯姆一人獨挑大樑。《Room on the 3rd Floor》和他們的第二張專輯《Wonderland》很快就進入英國排行榜的第一名。第二張專輯包括了《She Falls Asleep》，是一首湯姆用鋼琴歌頌、關於一個自殺女孩的史詩式歌曲。湯姆還和詹姆斯·波尼一起改寫了霸子第一名單曲《Thunderbirds》的主曲調。
2012年夏季奥林匹克运动会吉祥物（文洛克和曼德維爾）主題歌《On A Rainbow》為湯姆所作，演唱者為湯姆和他的妹妹，凱莉·弗萊屈。他也為一世代的首張專輯《整夜無眠》作了一首歌《I Want》。
湯姆被許多音樂家所影響：約翰·威廉斯、海灘男孩、披頭四、誰人，以及各種不同的藝人諸如Green Day和Blink 182。

## 演藝生活
湯姆進入西維亞青年戲劇學校並在westend歌舞劇扮演「奧利佛」。湯姆也曾出現在愛滋體悟宣導短片、有關咖哩的電視廣告，有一次更是East Enders（英國有名的連續劇）的臨時演員，他在裡面扮演的腳色是狄恩。他還曾經在1995 Mike & The Mechanics歌曲《Over My Shoulder》的影片出現過。
湯姆也在McFLY的電影《倒楣愛神》和琳賽·羅涵與克里斯·派恩共同演出。

## 私人生活
2011年4月18日，湯姆在自己曾就讀的西維亞青年戲劇學校向曾是同學的，已交往多年的女友喬凡娜·菲爾克求婚。他現在和妻子以及他們的三隻貓（馬文、莉婭和奧羅娜）住在一起。
2012年5月12日湯姆與喬凡娜結婚。

## 外部連結
- McFly 官方網站